# David Henrie
David Clayton Henrie (Los Angeles, 11 juli 1989) is een Amerikaans acteur. Hij speelde onder meer Larry in That's So Raven en Justin Russo in Wizards of Waverly Place.

## Biografie
Henrie werd geboren in Mission Viejo, Californië, als zoon van Linda (nee Finocchiaro) en Jim Henrie, en groeide op in Phoenix, Arizona. Hij is de broer van acteur Lorenzo James Henrie. Henrie is rooms-katholiek en komt, volgens zijn website, uit een "grote, luide, Italiaans familie". Henrie is een fervent hockeyfan. Hij heeft tatoeages op beide armen, waarop Bijbelteksten vermeld staan. Nadat actrice Lucy Hale in 2007 een gastrolletje speelde in Wizard of Waverly Place, kregen de twee een relatie die duurde tot 2009.

## Carrière
Op 13-jarige leeftijd kreeg Henrie zijn eerste grote doorbraak, namelijk met de landing van de normale rol als Petey Pitt op de Fox komische tv-serie "The Pitts". Vervolgens kreeg Henrie een leidende rol in de Hallmark film, Monster Makers, met Linda Blair en George Kennedy, en werd gevraagd om terug te komen voor een andere Hallmark film, om een rol te spelen in Dead Hollywood Moms Society.
Toen hij 18 jaar was, kreeg Henrie de rol van 
Justin Russo in de Disney Channel Original Series, Wizards of Waverly Place. De show ging in première op 12 oktober 2007. Door zijn betrokkenheid bij Disney Channel, nam Henrie deel aan de Disney Channel Games van 2008. Hij was aanvoerder van het Green Team, ook bekend als de cyclonen. Hij heeft ook de hoofdrol gespeeld in de Disney Channel Original Movie Dadnapped. Voor zijn huidige rol in Wizards of Waverly Place, had hij een terugkerende rol in That's So Raven als Cory's vriend Larry. Henrie heeft ook een terugkerende rol in How I Met Your Mother, en maakte een gastoptreden als zichzelf in 2 afleveringen van Jonas LA. Volgens Reuters, werd Henrie officieel benoemd tot de Grand Marshal voor de Toyota Pro / Celebrity Race van 2009.
Henrie wordt gecrediteerd met het schrijven van twee afleveringen van Wizards of Waverly Place, Alex's Logo, en de speciale, voldoen aan de weerwolven.

## Filmografie
| Jaar      | Titel                              | Rol            | Opmerking        |
| --------- | ---------------------------------- | -------------- | ---------------- |
| 2002      | Providence                         | Mark Triedman  | gastrol          |
| 2002      | Without a Trace                    | Gabe Freedman  | gastrol          |
| 2003–2007 | That's So Raven                    | Larry          | 9 afleveringen   |
| 2003      | Judging Amy                        | Jeremy         | gastrol          |
| 2003      | The Pitts                          | Petey Pitt     | gastrol          |
| 2004      | The D.A.                           | Alex Henry     | gastrol          |
| 2004      | Jack & Bobby                       | Sniffly        | gastrol          |
| 2004      | NCIS                               | Willy Shields  | gastrol          |
| 2004–2005 | Method And Red                     | Skyler         | Terugkerende rol |
| 2005      | House                              | Tommy          | gastrol          |
| 2005      | Cold Case                          | Dale Wilson    | gastrol          |
| 2005–2014 | How I Met Your Mother              | Luke Mosby     | Terugkerende rol |
| 2007      | Grey's Anatomy                     | Jim (dead boy) | 1 aflevering     |
| 2007–2012 | Wizards of Waverly Place           | Justin Russo   | Hoofdrol         |
| 2008      | Dadnapped                          | Wheeze         | Hoofdrol         |
| 2009      | Wizards of Waverly Place the Movie | Justin Russo   | Hoofdrol         |
| 2010      | Jonas L.A.                         | David Henrie   | Gastrol          |
| 2013      | Grown ups 2                        |                | Gastrol          |
| 2015      | Paul Blart: Mall Cop 2             | Lane           | Hoofdrol         |

## Prijzen
| gewonnen    | jaar | prijs              | werk         | categorie             |
| ----------- | ---- | ------------------ | ------------ | --------------------- |
| Genomineerd | 2011 | Choice Kids Awards | Justin Russo | Favoriete tv-sidekick |